# Atletica leggera ai Giochi della XXVII Olimpiade - Lancio del giavellotto maschile

Video della Finale (Jan Železný)

Il lancio del giavellotto ha fatto parte del programma di atletica leggera maschile ai Giochi della XXVII Olimpiade. La competizione si è svolta nei giorni 22-23 settembre 2000 allo Stadio Olimpico di Sydney.

## Presenze ed assenze dei campioni in carica
| Competizione         | Atleta            | Prestazione | Sydney 2000 |
| -------------------- | ----------------- | ----------- | ----------- |
| Olimpiadi 1996       | Jan Železný       | 88,16 m     | Presente    |
| Commonwealth 1998    | Marius Corbett    | 88,75 m     | Assente     |
| Goodwill Games 1998  | Sergej Makarov    | 84,11       | Presente    |
| Europei 1998         | Steve Backley     | 89,72 m     | Presente    |
| Coppa del mondo 1998 | Steve Backley     | 88,71 m     | Presente    |
| Asiatici 1998        | Sergey Voynov     | 79,80 m     | Presente    |
| Panamericani 1999    | Emeterio González | 77,46 m     | Presente    |
| Africani 1999        | Marius Corbett    | 78,74 m     | Assente     |
| Mondiali 1999        | Aki Parviainen    | 89,52 m     | Presente    |
|                      |                   |             |             |
| Mondiali junior 1996 | Sergey Voynov     | 79,78 m     | Presente    |

## La gara
Il favorito è Jan Železný, campione in carica. Deve guardarsi da Steve Backley, che gli è finito dietro sia nel 1992 che nel 1996 ed ora ci prova per la terza volta.

Per far ricordare agli avversari chi è, il céco fa subito un lancio di 89,41 metri, con cui stabilisce il nuovo record olimpico.

Molti si potrebbero impensierire, tranne Steve Backley, che al secondo turno piazza una botta a 89,85 e sale in testa.

Al turno successivo arriva la risposta di Jan Železný: 90,17. Il céco torna a guardare tutti dall'alto. Backley fa un nullo, poi 80,99 al quarto; negli ultimi due turni non trova la concentrazione e annulla entrambi i lanci.
È stata una delle gare a più elevato contenuto tecnico della storia della specialità: per la prima volata 7 atleti vanno oltre gli 85 metri; inoltre vengono stabiliti i migliori risultati di tutti i tempi per il terzo e quinto posto.

Jan Železný è l'unico atleta ad aver vinto tre ori olimpici nel giavellotto. È anche, a 34 anni, l'olimpionico più maturo della specialità.

Da parte sua l'eterno sconfitto Steve Backley è il primo britannico ad aver vinto una medaglia in tre Olimpiadi differenti nell'atletica.

## Risultati

### Turno eliminatorio
Qualificazione83,00 m
Raggiungono la misura richiesta in 9. Ad essi vengono aggiunti i 3 migliori lanci.

La miglior misura di qualificazione è di Jan Železný con 89,39. Nick Nieland stabilisce un piccolo record: con 82,12 metri, il suo è il miglior lancio di sempre tra i non qualificati ad una finale Olimpica.

### Finale
Stadio Olimpico, sabato 23 settembre, ore 20:30.
| Pos | Paese       | Atleta                 | Misura  |
| --- | ----------- | ---------------------- | ------- |
|     | Rep. Ceca   | Jan Železný            | 90,17 m |
|     | Regno Unito | Steve Backley          | 89,85 m |
|     | Russia      | Sergey Makarov         | 88,67 m |
| 4   | Germania    | Raymond Hecht          | 87,76 m |
| 5   | Finlandia   | Aki Parviainen         | 86,62 m |
| 6   | Grecia      | Konstadinos Gatsioudis | 86,53 m |
| 7   | Germania    | Boris Henry            | 85,78 m |
| 8   | Cuba        | Emeterio Gonzalez      | 83,33 m |